# گریز فیشری

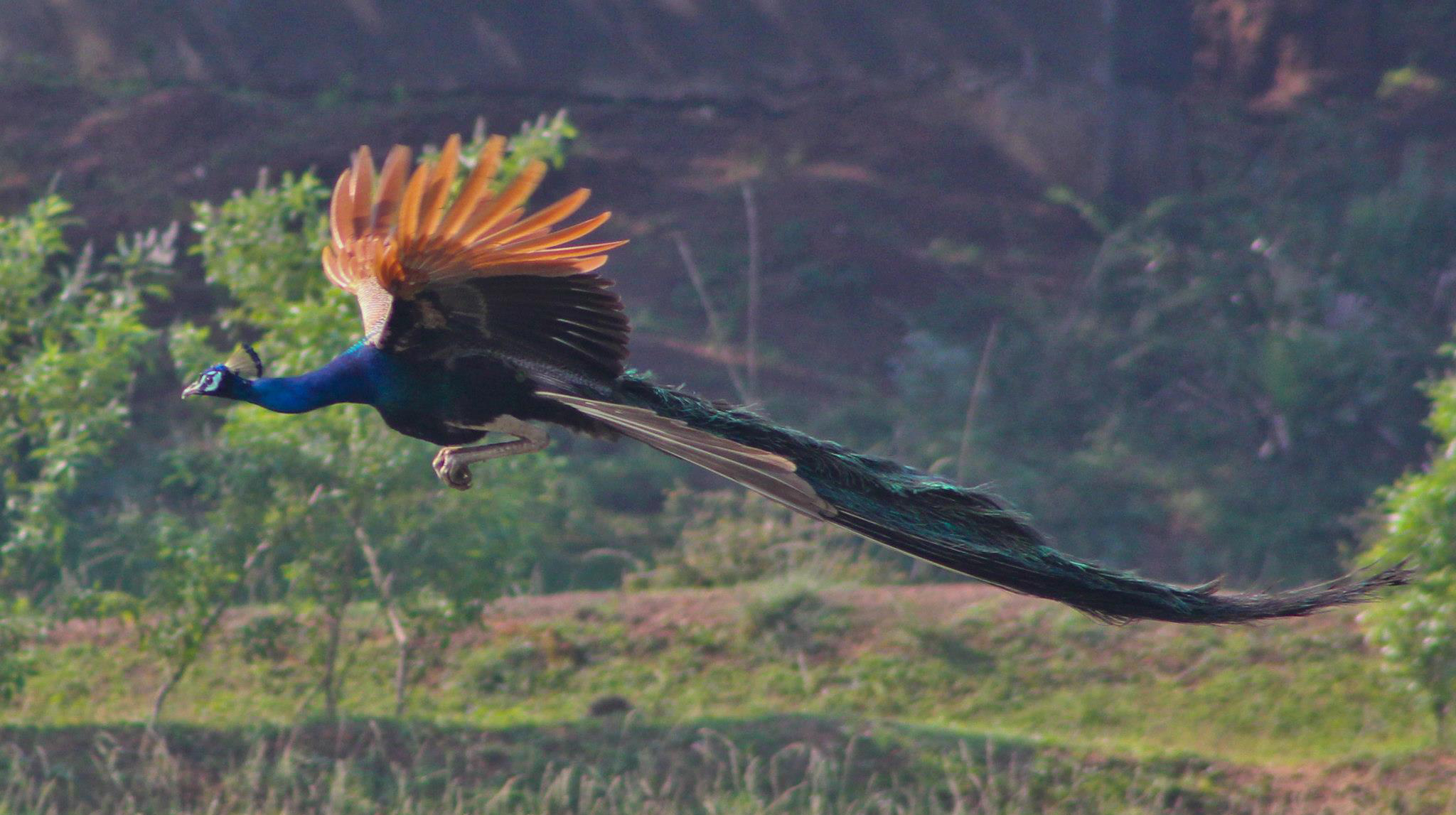
دم طاووس در حال پرواز، نمونه کلاسیک زیورآلاتی است که فرض می‌شود یک گریز فیشری است.

گریز فیشری (به انگلیسی: Fisherian runaway) یا انتخاب گریز (runaway selection) یک سازوکار گزینش جنسی است که توسط زیست‌شناس ریاضی‌دان ونالد فیشر در اوایل قرن بیستم پیشنهاد شد تا تکامل زیورهای زیستی نرها را با انتخاب پیوسته و جهت‌دار ماده توضیح دهد. به عنوان مثال، پرهای طاووس رنگارنگ و استادانه در مقایسه با پوشش پرهای نسبتاً ضعیف طاووس است. به نظر می‌رسد زیورآلات گران‌بها، به ویژه دم بسیار بلند پرنده، با انتخاب طبیعی ناسازگار است. گریز فیشری می‌تواند دربرگیرندهٔ صفات فنوتیپی دودیسی جنسی مانند رفتار بیان شده توسط یک جنس خاص باشد.

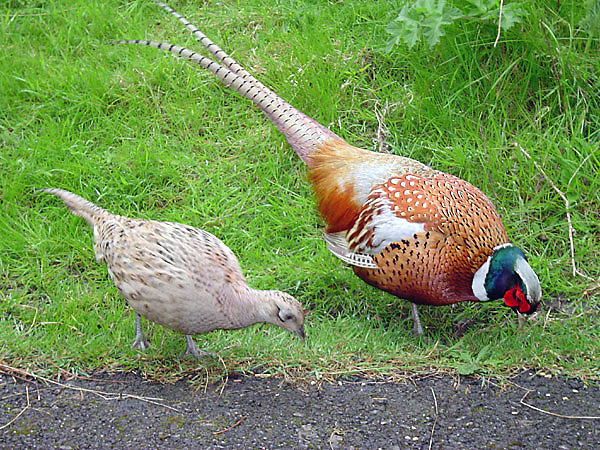
قرقاول ماده (چپ) و نر (راست)، گونه‌ای دوشکلی جنسی